# Henniez
Henniez és un municipi de Suïssa del cantó de Vaud, situat al districte de Broye-Vully.